# Superisligaen
A Superisligaen (szponzori nevén: Metal Ligaen) egy professzionális dán jégkorongbajnokság. A 2023-24-es szezonban 9 csapat szerepelt a ligában. A bajnokság rájátszásának győztese szerepel a következő Champions Hockey League szezon kiírásában. 

## Története
A bajnokságot 1954-ben alapították.

### A bajnokság elnevezései és főszponzorok
| Időszak         | Bajnokság elnevezése | Névadó szponzor       |
| --------------- | -------------------- | --------------------- |
| 1960–1998       | Superisligaen        | nincs                 |
| 1998–2001       | Codan Ligaen         | Codan A/S             |
| 1998–2002       | Sanistål Ligaen      | Sanistål A/S          |
| 2002–2004       | SuperBest Ligaen     | SuperBest             |
| 2004–2007       | Oddset Ligaen        | Danske Spil           |
| 2007–2013       | AL-Bank Ligaen       | Arbejdernes Landsbank |
| 2013–2014       | Superisligaen        | nincs                 |
| 2014–napjainkig | Metal Ligaen         | Dansk Metal           |

## Lebonyolítás

### Alapszakasz
Az alapszakaszban 9 csapat vesz részt. Egy csapat 48 mérkőzést játszik, mindegyik csapattal 6-ot, 3-3 meccset otthon és idegenben.

### Rájátszás
A rájátszásba a 8 legtöbb pontot szerző csapat jut be. A sorozatokat 4 nyert meccsig játsszák.

## Résztvevők

### Jelenlegi csapatok
| Csapat                    | Város         | Jégcsarnok            | Férőhely |
| ------------------------- | ------------- | --------------------- | -------- |
| Aalborg Pirates           | Aalborg       | Bentax Isarena        | 5000     |
| Esbjerg Energy            | Esbjerg       | Granly Hockey Arena   | 4200     |
| Frederikshavn White Hawks | Frederikshavn | Nordjyske Bank Arena  | 4000     |
| Herlev Eagles             | Herlev        | PM Montage Arena      | 1740     |
| Herning Blue Fox          | Herning       | KVIK Hockey Arena     | 4100     |
| Odense Bulldogs           | Odense        | Spar Nord Arena       | 3280     |
| Rødovre Mighty Bulls      | Rødovre       | Rødovre Centrum Arena | 3600     |
| Rungsted Seier Capital    | Rungsted      | Bitcoin Arena         | 2460     |
| SønderjyskE Ishockey      | Vojens        | Frøs Arena            | 5000     |

## Nézettség
| Szezon  | Átlagos nézőszám | Helyezés | Legnézettebb csapat     |
| ------- | ---------------- | -------- | ----------------------- |
| 2021–22 | 1236             | 11.      | Aalborg Pirates (2 548) |
| 2022–23 | 1632             | 12.      | Aalborg Pirates (3 185) |
| 2023–24 | 1812             | 12.      | Aalborg Pirates (3 515) |
| 2024–25 | 1773             | 12.      | Aalborg Pirates (2 772) |

## Magyar játékosok a bajnokságban
- Erdély Csanád: Esbjerg (2023–2024)[5]